# Орловське Полісся (національний парк)
Націона́льний па́рк «Орло́вське Полісся» (рос. Национальный парк «Орловское Полесье») — національний парк на північному заході Орловської області Росії на території Знаменського та Хотинецького районів, у південній частині Орловсько-Калузького Полісся.

## Загальні відомості
Національний парк заснований 9 січня 1994 за ініціативою Є. С. Строєва. Загальна площа парку — 77 745 га. Знаходиться на стику двох природно-кліматичних зон — широколистяних лісів і лісостепу.
Територія парку є піднятою горбистою рівниною. Поверхня сильно порізана, розчленована долинами річок, ярами і балками. Річкова система належить до басейну Оки. Головна річка — Витебеть, русло якої дуже звивисте. У парку є джерела, що дають початок численним струмкам.

## Флора
У національному парку переважають мішані ліси. Рослинність парку налічує понад 860 видів, у тому числі таки як сосна звичайна, ялина європейська, дуб звичайний, береза, липа, осика, клен звичайний, ясен звичайний, вільха чорна.
З числа 173 рідкісних і зникаючих рослин, що ростуть у парку, 30 видів на території Росії зустрічаються тільки тут (у тому числі: водяний горіх, цибуля ведмежа, сон розкритий, півники сибірські, Sempervivum globiferum, каптурниця лісова, рябчик шаховий, місячниця гірська).

## Фауна
За різноманітністю фауни національний парк є унікальним. Тут мешкають 267 видів хребетних тварин, серед них найбільше число становлять птахи — 174 види (глушець, орябок, желна, куріпка сіра та інші), ссавців налічується 49 видів (тхір степовий, бабак степовий, олень благородний, лось, рись, сарна, свиня дика, бобер європейський, видра річкова, норка європейська, ондатра та інші), риб — 26 видів, земноводних — 11 видів, плазунів — 7 видів.
До складу фауни національного парку входить 87 видів рідкісних тварин, у тому числі мнемозина, стерлядь, підорлик великий, підорлик малий, беркут, змієїд, лелека чорний, сорокопуд сірий, зубр, вечірниця велетенська, хохуля руська.
Станом на 2019 рік на території парку мешкав 401 зубр — вид, який занесений до Червоного списку Міжнародного союзу охорони природи. Це найбільша популяція вільноживучого зубра в Росії і друга за чисельністю в світі. Проводяться роботи по відновленню чисельності популяції хохулі руської — ендеміка Росії.

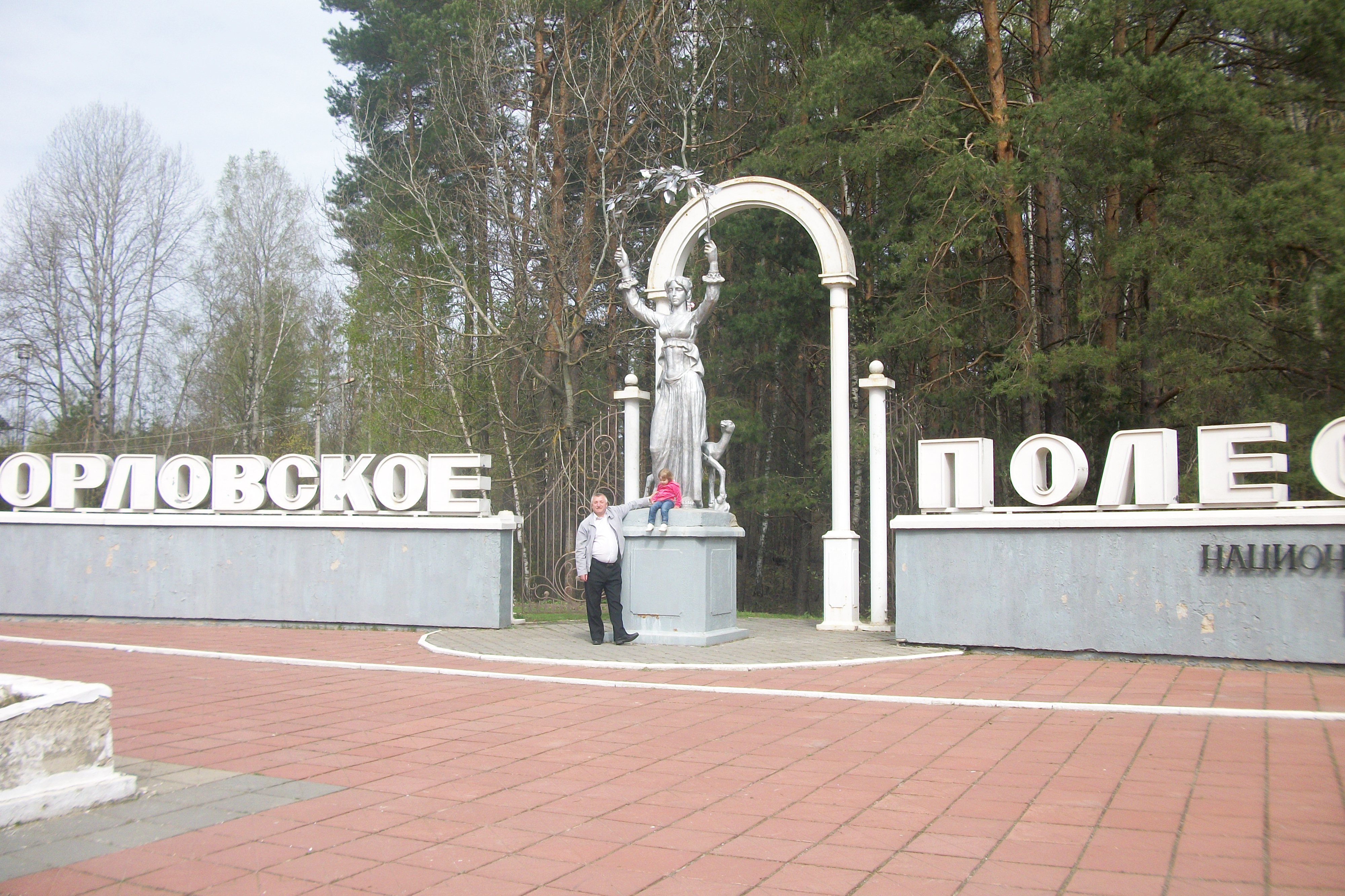
Вхід до національного парку
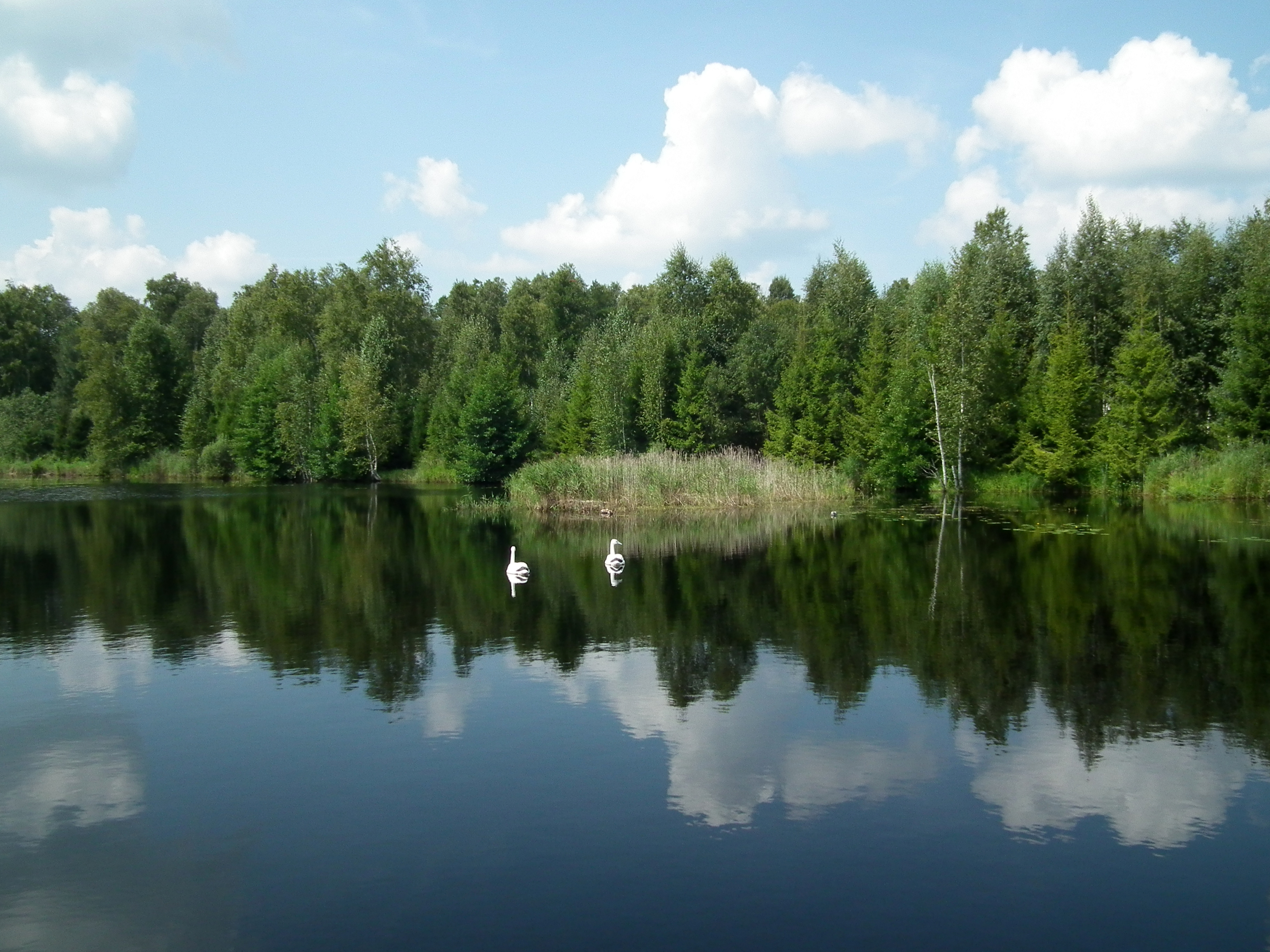
Лебеді
Зубр
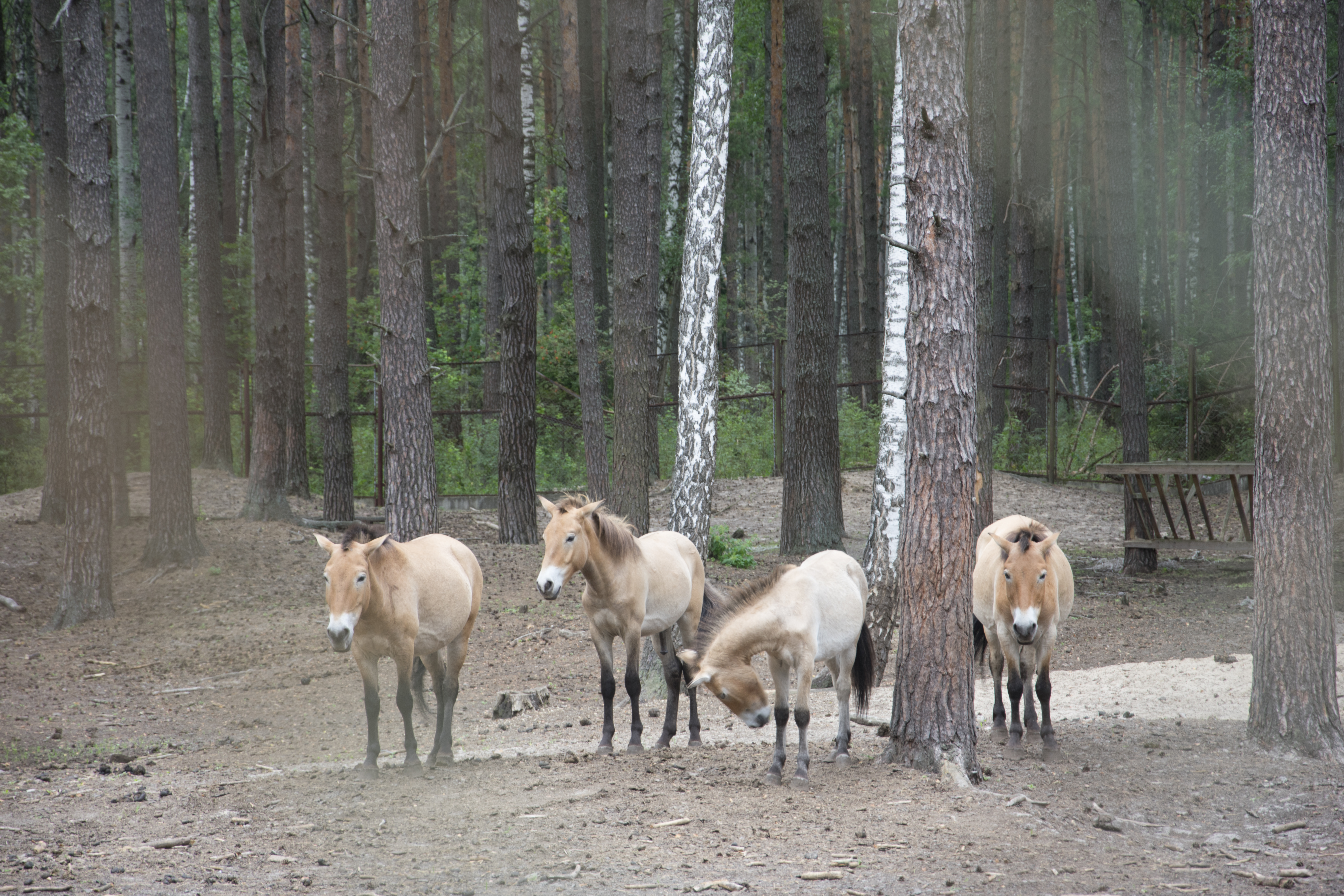
Кінь Пржевальського
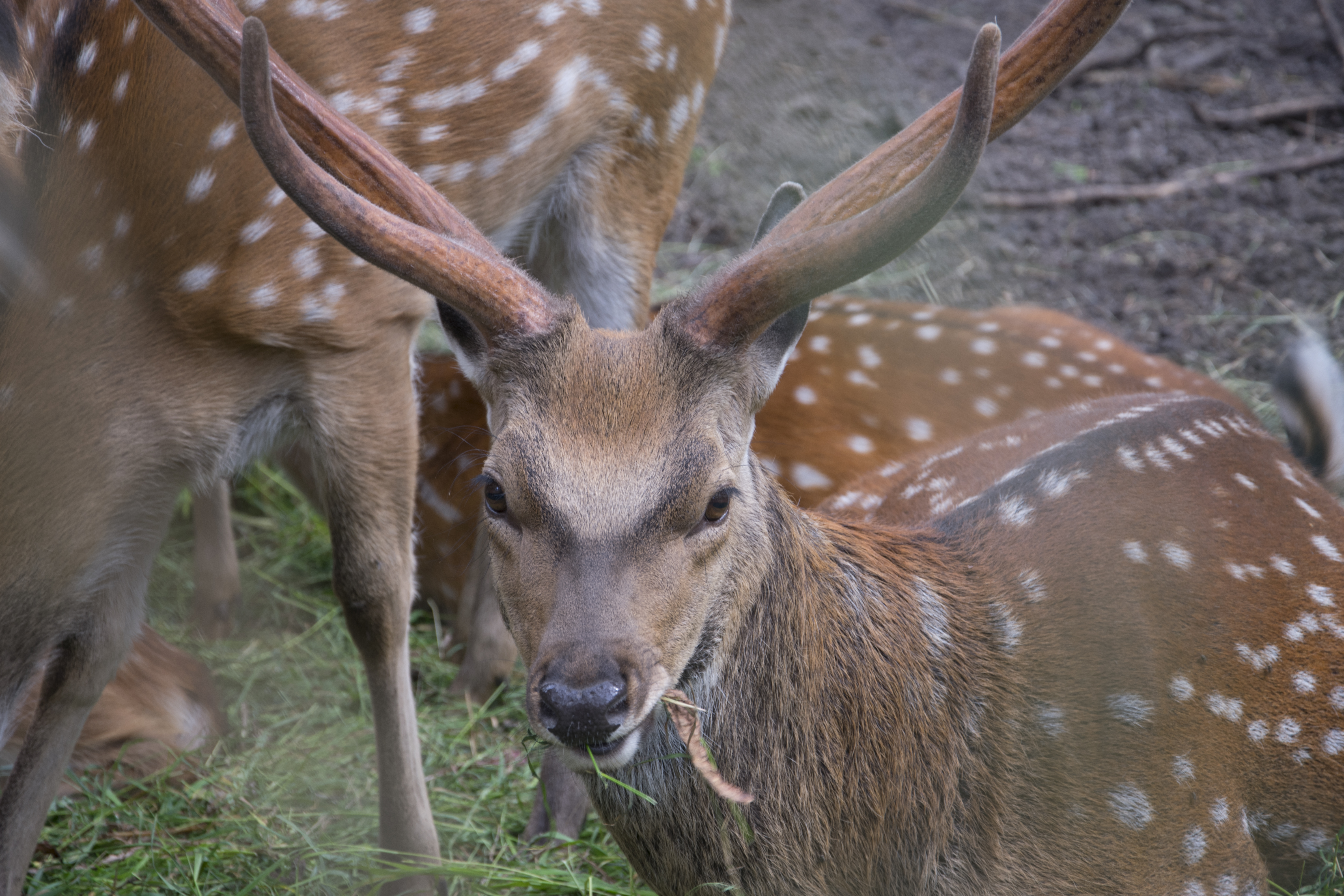
Олень плямистий
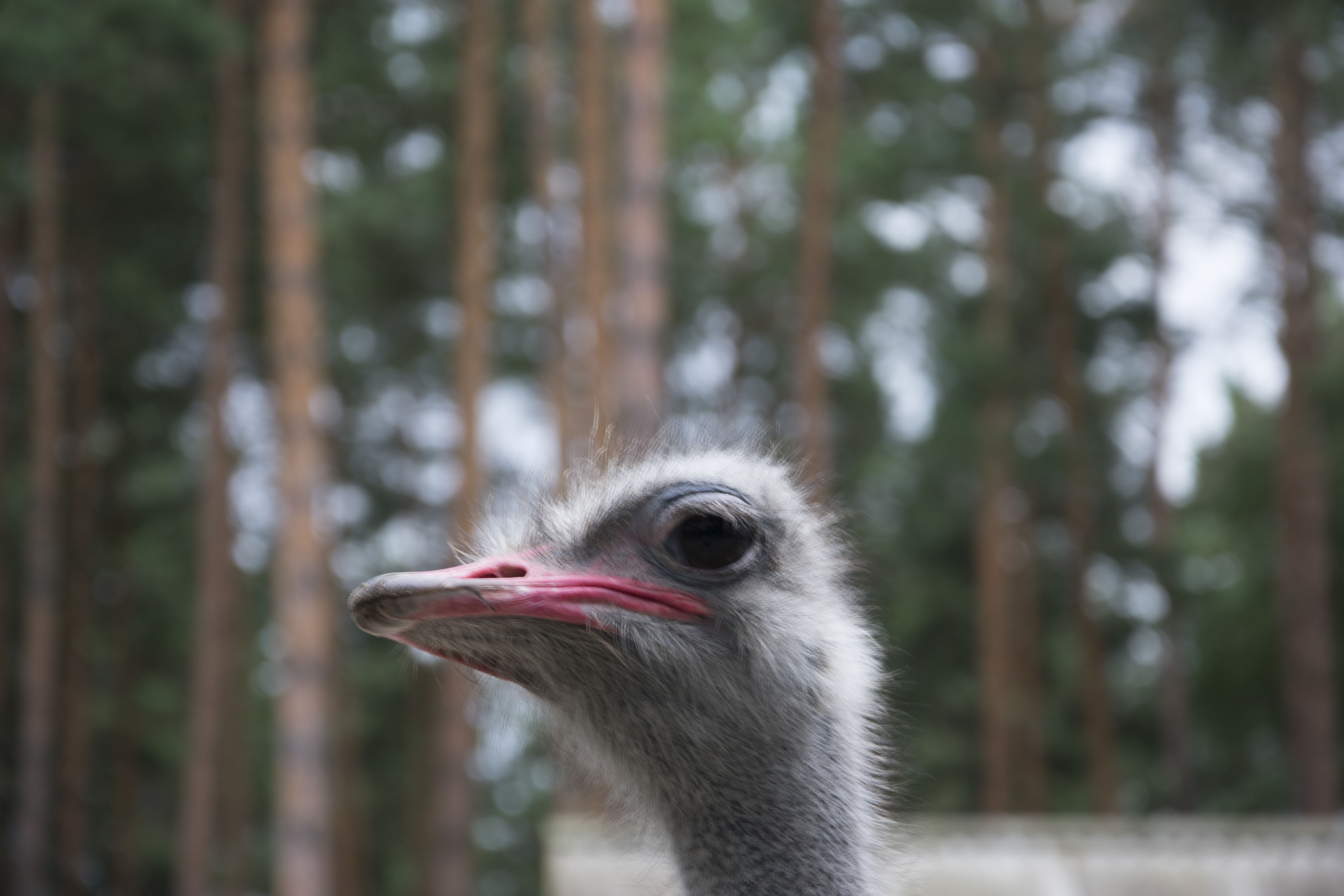
Ему